# Larry Combest
Larry Ed Combest (Memphis, 20 marzo 1945) è un politico statunitense, membro della Camera dei Rappresentanti per lo stato del Texas dal 1985 al 2003.

## Biografia
Nato a Memphis, dopo gli studi alla West Texas State University Combest lavorò presso il Dipartimento dell'Agricoltura e come assistente legislativo del senatore John Tower.
Entrato in politica con il Partito Repubblicano, nel 1984 venne eletto all'interno della Camera dei Rappresentanti. Negli anni successivi fu riconfermato altre nove volte dagli elettori. Nel 2003 tuttavia, pochi mesi dopo essere stato rieletto, Combest rassegnò le dimissioni dalla Camera per motivi familiari e lasciò così il Congresso dopo oltre diciotto anni di servizio pubblico.